# Alfonso Grados Bertorini
Alfonso Grados Bertorini (Pisco, 27 de abril de 1925 — Lima, 4 de outubro de 2010) foi um jornalista e político peruano.
Promotor de concertação social no Peru, foi ministro do Trabalho e Promoção do Emprego do Peru no segundo governo de Fernando Belaúnde Terry.